# Бойчук Ігор Ігорович
Ігор Ігорович Бойчук (нар. 15 серпня 1991 Яблунів, Косівський район, Івано-Франківська область) — український поет, громадський активіст, колишній учасник літературно-просвітницького проекту «Дух Нації». Автор збірок поезії: «Сила слів», «Характерник», «Умившись кров'ю ворогів».

## Біографія
Народився у селищі Яблунів Косівського району. У 2008 році закінчив місцеву загально-освітню школу.
Згодом, задля навчання в університеті преїхав до міста Чернівці. У 2008—2012 роках навчався у Чернівецькому торговельно-економічному інституті Київського національного торговельно-економічного університету, де отримав диплом бакалавра за спеціальністю «Фінанси і кредит».
Під час навчання долучився до ультрас-вболівальників Футбольного клубу Буковина Чернівці.
У зв'язку із сімейними обставинами та небажанням продовжувати навчання у Чернівцях у 2012 році переїхав у місто Івано-Франківськ. У 2012—2013 рр. навчався у Прикарпатському національному університеті імені Василя Стефаника, де здобув диплом спеціаліста за фахом «Фінанси і кредит».
Живе і працює у місті Івано-Франківськ.

## Творчість
За словами Ігоря Бойчука, перші вірші він почав писати ще в школі, але довгий час ніде їх не публікував. Лише в студентські роки, продемонструвавши кілька творів своїм друзям та отримавши схвальні відгуки, почав викладати їх на власних сторінках у соціальних мережах. Згодом, його твори почали публікувати у літературному журналі Дніпро та декількох альманахах патріотичної поезії.
У 2014 році видав дебютну збірку поезії «Сила слів» та долучився до створення літературно-просвітницького проекту «Дух Нації», який згодом було переформатовано у громадську організацію.
В рамках проекту, об'єднавшись з іншими авторами, брав участь у багатьох фестивалях та літературних презентаціях. У 2015 році долучився до створення збірки націоналістичної поезії «Відлуння свинцевих громовиць», до якої увійшли твори Ігоря Бойчука та ще п'яти авторів (Юрій Руф, Ольбег Рарог, Олена Шинкарук, Ігор Климович, Володимир Ухач).
У 2015 році видав другу збірку віршів — «Характерник». За неї був відзначений літературною премією ім. Катерини Мандрик-Куйбіди (м. Львів) у номінації «Молода надія».
На початку 2018 року вийшла третя збірка поезії автора під назвою «Умившись кров'ю ворогів».
Більшість творів автора пропагують наступальний націоналізм та патріотизм, містять праворадикальну риторику та заклики до революційних змін. Багато віршів описують Російсько-українську війну на сході України та присвячені українським героям, які брали в ній участь.

## Книги
- Сила слів — 2014
- Характерник — 2015
- Умившись кров'ю ворогів — 2018

### У співавторстві
- Відлуння свинцевих громовиць — 2015
- Голос барикад та бліндажів — 2015